# Deng-Xiaoping-Theorie

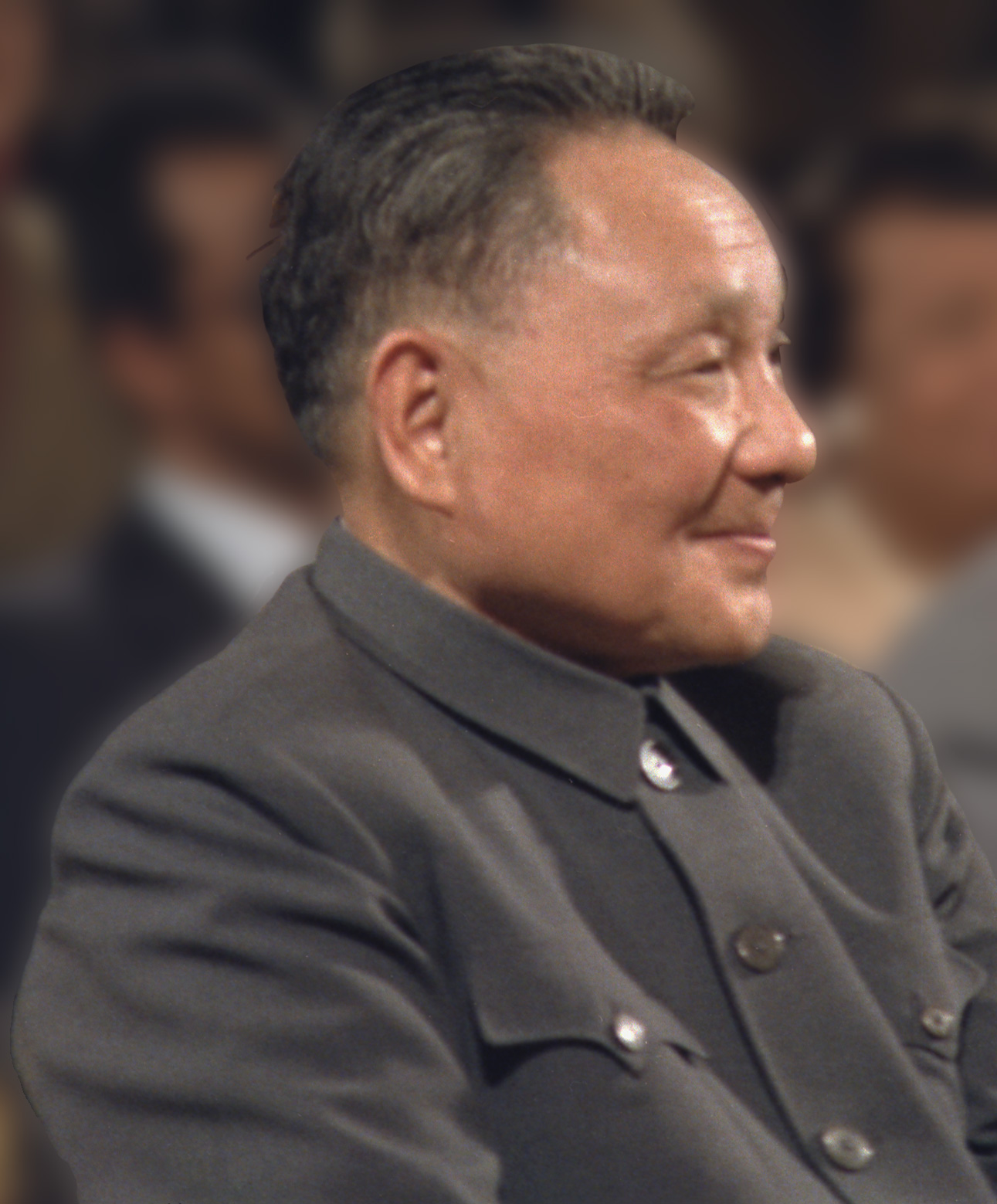
Deng Xiaoping

Die Deng-Xiaoping-Theorie (chinesisch 鄧小平理論 / 邓小平理论, Pinyin Dèng Xiǎopíng lǐlùn), auch bekannt als Dengismus, ist die Reihe von politischen und wirtschaftlichen Ideologien, die von dem chinesischen Politiker Deng Xiaoping (1904–1997) entwickelt wurden. Die Theorie erhebt nicht den Anspruch, den Marxismus-Leninismus oder die Mao-Zedong-Gedanken zu verwerfen, sondern versucht vielmehr, sie an die bestehenden sozioökonomischen Bedingungen in China anzupassen. Deng Xiaoping betonte Chinas Offenheit gegenüber der Außenwelt, die Umsetzung von „Ein Land, zwei Systeme“ und durch die Formulierung „Die Wahrheit in den Tatsachen suchen“ eine Verteidigung des politischen und wirtschaftlichen Pragmatismus.

## Geschichte
Seit September 1952 basierte die chinesische Wirtschaft auf den klassischen Prinzipien eines kommunistischen Systems, sie war eine Planwirtschaft, autark und kollektiviert. Angesichts der zunehmenden, zum Teil durch die Kulturrevolution verursachten Probleme entwickelte Premierminister Zhou Enlai 1975 das Konzept der Vier Modernisierungen (Landwirtschaft, Industrie, Verteidigung, Wissenschaft und Technologie), das nach dessen Tod 1976 von seinem Nachfolger Hua Guofeng nahtlos weitergeführt wurde.
Deng Xiaoping entwickelte, auf Zhous Ideen aufbauend, die sogenannte „Reform- und Öffnungspolitik“, bei der für die Wirtschaft kapitalistische Konzepte übernommen, gleichzeitig aber die Kontrolle der Kommunistischen Partei über die chinesische Politik und Gesellschaft aufrechterhalten wurde. Tatsächlich führte die Anbringung des Manifests der „Fünften Modernisierung“, der Demokratie, von Wei Jingsheng an der Mauer der Demokratie in Peking im Dezember 1978 zur Verhaftung des Autors im März 1979. Deng Xiaoping markierte damit die Grenzen seiner Reformen.
Bereits 1962 hatte Deng Xiaoping gesagt: „Es spielt keine Rolle, ob eine Katze schwarz oder weiß ist, wenn sie eine Maus fängt, ist sie eine gute Katze“. Mit dieser Formel plädierte er dafür, effiziente wirtschaftliche Maßnahmen zu ergreifen, ohne die marxistische Ideologie zu berücksichtigen.
„Halten wir das große Banner der Theorie Deng Xiaopings hoch, um die Sache des Aufbaus des Sozialismus chinesischer Prägung im 21. Jahrhundert mit aller Kraft voranzutreiben“, so lautet der Titel des Berichts des Zentralkomitees von Jiang Zemin, der am 27. September 1997 dem 15. Nationalen Parteitag der Kommunistischen Partei Chinas in Peking vorgelegt wurde.
In Wahrheit hatte man zu diesem Zeitpunkt aber bereits erkannt, welche enormen Schäden die Deng-Xiaoping-Theorie mit ihrem kurzsichtigen Pragmatismus angerichtet hatte. Zwei Jahre später, am 17. Juni 1999, stellte Jiang Zemin sein Konzept der beschleunigten Entwicklung Westchinas vor, mit dem die Abwicklung der Dritten Front in den 1980er Jahren wieder rückgängig gemacht werden sollte.
Auch Xi Jinping bekannte sich im Oktober 2017 in seiner programmatischen Rede auf dem 19. Parteitag der KPCh formal zur Deng-Xiaoping-Theorie, leitete aber im März 2021 mit dem 14. Fünfjahresplan die Deglobalisierung und eine Rückkehr zur Autarkie der Mao-Jahre ein.